# Trifluorură de azot
Trifluorura de azot este un compus anorganic cu formula NF3. Acest compus dintre azot și fluor este un gaz incolor, inodor, inofensiv. Există o variantă de utilizare tot mai mare ca agent de etanșare în microelectronică. Fluorura azotoasă este un gaz de seră extrem de puternic.

## Sinteză
Fluorura de azot este un exemplu rar de fluorură binară care poate fi preparată direct din elemente numai în condiții foarte rare, cum ar fi descărcarea electrică.. Sa dovedit a fi mult mai puțin reactivă decât celelalte trihalogenuri de azot cum ar fi triclorura de azot, tribromura de azot și triiodura de azot, toate fiind explozive. Desigur, printre trihalidele de azot are o entalpie negativă de formare. În prezent, este preparată atât prin reacția directă a amoniacului cu fluor, cât și printr-o variație a metodei lui Ruff.

### Reacții
NF3 este puțin solubil în apă fără a fi supus reacției chimice. Este non-bazic cu un moment de dipol scăzut de 0.2340 D. Dimpotrivă, amoniacul este bazic și puternic polar (1.47D). Această diferență provine din atomii de fluor care acționează ca grupuri de extragere electronică, atrăgând în esență toate perechile singulare de electroni pe un atom de azot. NF3 este un oxidant puternic și lent.
Acesta oxidează acidul clorhidric la clor:
2 NF3 + 6 HCl → 6 HF + N2 + 3 Cl2